# Preselezione dell'operatore
La preselezione dell'operatore, nota anche con la sigla CPS dall'inglese Carrier Pre-Selection, è un servizio messo a disposizione dalle moderne centrali telefoniche per semplificare la scelta tra operatori telefonici garantendo un pieno regime di concorrenza nel quadro della liberalizzazione del mercato delle telecomunicazioni.
L'abbandono del regime di monopolio per i servizi telefonici, infatti, ha creato una distinzione tra operatore di accesso, ovvero colui che installa fisicamente la linea di un utente, e operatori a lunga distanza, che forniscono i servizi di telecomunicazione nazionale o internazionale. 
Nel quadro di una politica di Equal Access garantita a tutti gli operatori, è stata fornita all'utenza la possibilità di indicare l'operatore prescelto per ciascuna conversazione per mezzo di un codice numerico da anteporre al numero (carrier selection code).
La funzionalità di carrier preselection consente di specificare una volta per tutte il codice dell'operatore preferenziale, con il quale vengono eseguite tutte le chiamate per le quali non sia stato richiesto un instradamento particolare.
Tale funzione deve essere implementata dall'operatore di accesso nelle proprie centrali. 

## Tipi di preselezione
- Preselezione fissa: Bisogna registrarsi presso l'operatore. Il pagamento avviene attraverso il proprio gestore. In Italia ne esiste una forma limitata.
- Preselezione libera: Non è necessaria nessuna registrazione. A qualsiasi ora del giorno si può scegliere un qualsiasi prefisso di preselezione a seconda della sua convenienza. Alcuni operatori annunciano la tariffa prima dell'inizio della telefonata, altri no. Il pagamento avviene attraverso il proprio gestore.
- Preselezione mediata: Previa registrazione si può usare un prefisso di preselezione conveniente, ma la tariffazione inizia dalla telefonata al gestore (prefisso di preselezione) sia che il destinatario risponda o meno (gli squilli a vuoto si pagano). Il pagamento avviene di solito attraverso il proprio gestore.

Per esempio in Germania è possibile dalla rete fissa effettuare, tramite preselezione libera, chiamate internazionali a prezzi vantaggiosi (intorno ad 1 centesimo di Euro al minuto verso la rete fissa oppure ai 13 centesimi di Euro al minuto verso la rete mobile dell'altro Paese). Esistono siti web dove è possibile controllare il prefisso attualmente più conveniente (addirittura si può digitare il numero sulla versione tedesca di Google ed ottenere il prefisso più conveniente). La preselezione libera non comporta una rinuncia ai vantaggi della particolare tariffa con il proprio gestore. In Italia è possibile attraverso la Telecom una forma limitata di preselezione fissa. In Finlandia è possibile la preselezione libera addirittura per la rete mobile. Esistono anche programmi per telefonini con cui è possibile godere dei vantaggi della preselezione.